# 曼達洛人與古古
《曼達洛人與古古》（英語：The Mandalorian & Grogu）是一部2026年美國太空歌劇科幻冒險片，由強·法夫洛執導，法夫洛和戴夫·費羅尼共同編劇，盧卡斯影業製作，華特迪士尼工作室電影發行。該片為《星際大戰》系列作品之一，也是Disney+網路劇《曼達洛人》的延續，由佩德羅·帕斯卡、雪歌妮·薇佛、傑瑞米·艾倫·懷特主演。
《曼達洛人與古古》預定2026年5月22日於美國上映。

## 演員
| 演員          | 角色              | 備註                           |
| ------------- | ----------------- | ------------------------------ |
| 佩德羅·帕斯卡 | 丁·賈林／曼達洛人 | 銀河系外圍的曼達洛族賞金獵人。 |
|               | 古古              | 與尤達同種族的曼達洛人養子。   |

《星際大戰：反抗軍起義》的角色利霸·歐利提歐斯（Garazeb "Zeb" Orrelios）將出現於片中。

## 製作

### 背景
2017年，強·法夫洛向盧卡斯影業總裁凱斯琳·甘迺迪提出製作一部以曼達洛族為主角的《星際大戰》電視劇的設想。動畫影集《星際大戰：複製人之戰》和《星際大戰：反抗軍起義》的執行製作人戴夫·費羅尼也在構思一個以曼達洛人為中心的動畫影集，而甘迺迪建議法夫洛和費羅尼共同構思他們的想法。這促成了首部真人《星際大戰》電視劇《曼達洛人》的誕生，該劇於2019年11月於Disney+首播。播出後不久，華特迪士尼影業首席創意官艾倫·F·霍恩表示，若該劇取得成功，可以製作一部以賞金獵人丁·賈林為主角的電影。

### 開發
2024年1月，盧卡斯影業宣布製作電影《曼達洛人與古古》（The Mandalorian & Grogu），法夫洛將回歸執導、與費羅尼共同編劇，並與甘迺迪和費洛尼共同製片。拍攝預定2024年6月開始。佩德羅·帕斯卡在Instagram上分享了電影的概念藝術圖慶祝。2024年2月，迪士尼執行長勞勃·艾格於第一季度財報會議上透露該片可能於2026年上映。2024年3月，雪歌妮·薇佛洽談演出電影。

### 拍攝
電影於2024年6月在加利福尼亞州開始展開主體拍攝，拍攝預計進行92天，工作標題為「雷巷」（Thunder Alley）。電影將有大約54名演員、3500名臨時演員以及500名工作人員。2024年8月，法夫洛和費羅尼表示電影已於幾週前開始拍攝，並透露動畫影集《星際大戰：反抗軍起義》的角色利霸·歐利提歐斯（Garazeb "Zeb" Orrelios）將出現於片中，2019年電影《STAR WARS：天行者的崛起》以及《曼達洛人》第三季中的安澤拉人（Anzellan）也將出現。電影中還出現新版本的剃刀冠號（Razor Crest）。

## 發行
《曼達洛人與古古》預定2026年5月22日於美國上映。

## 外部連結
- 互联网电影数据库（IMDb）上《曼達洛人與古古》的资料（英文）